# Кример, Скотт
Скотт Кример (англ. Scott Kreamer) — американский сценарист, продюсер и актёр озвучивания. Работал над многими проектами, такими как «Цап-царап», «Кунг-фу панда: Удивительные легенды», «Шэгги и Скуби-Ду ключ найдут!», «Фанбой и Чам Чам», «Мой шумный дом» и другими. Также является членом Коллектива художников студии «Nickelodeon Animation Studio».

## Биография
Скотт Кример родился в Редмонде, штат Вашингтон, США.
Начал свою карьеру сценариста в 1996 года, а именно с сериала «Каспер». Позже получил работу в проектах, таких как «Тунсильвания», «Пинки, Элмайра и Брейн», «Даг», «Утки в городе» и «Шэгги и Скуби-Ду ключ найдут!». После чего он стал активно участвовать в проектах канала Nickelodeon, таких как «Цап-царап», «Кунг-фу панда: Удивительные легенды» и «Фанбой и Чам Чам».
В 2013 году Кример работал с Крисом Савино по созданию пилотного эпизода мультсериала «Мой шумный дом», По словам Криса Савино, Кример был тем, кто предложил сделать фамилию детей «Лауд», в соответствии с названием.

## Фильмография
| Годы                     | Название                            | Примечания              |
| ------------------------ | ----------------------------------- | ----------------------- |
| 1996                     | Каспер                              | Сценарист               |
| 1998                     | Тунсильвания                        | Сценарист               |
| 1998                     | Пинки, Элмайра и Брейн              | Сценарист               |
| 1998                     | Даг                                 | Сценарист               |
| 2001                     | Гаджет и Гаджетины                  | Сценарист               |
| 2003                     | Утки в городе                       | Сценарист               |
| 2003-2008                | Жестокие игры                       | Продюсер                |
| 2005-2007                | Цап-царап                           | Сценарист               |
| 2006                     | Шэгги и Скуби-Ду ключ найдут!       | Сценарист               |
| 2007-2008                | Эль Тигре: Приключения Мэнни Риверы | Сценарист               |
| 2009                     | Пингвины из Мадагаскара             | Сценарист               |
| 2009-2010                | Фанбой и Чам Чам                    | Сценарист               |
| 2011-2014                | Кунг-фу панда: Удивительные легенды | Сценарист, продюсер     |
| 2014                     | Хлебоутки                           | Сценарист               |
| 2013; 2016 — наст. время | Мой шумный дом                      | Сценарист               |
| 2017                     | Pinky Malinky                       | Исполнительный продюсер |